# Tân Thuận Tây (xã)
Tân Thuận Tây là một xã thuộc thành phố Cao Lãnh, tỉnh Đồng Tháp, Việt Nam.

## Địa lý
Xã Tân Thuận Tây nằm ở phía tây nam thành phố Cao Lãnh, có vị trí địa lý:
- Phía đông giáp xã Hòa An
- Phía tây giáp tỉnh An Giang
- Phía nam giáp xã Tân Thuận Đông
- Phía bắc giáp Phường 11.

Xã Tân Thuận Tây có diện tích 9,78 km², dân số năm 2008 là 10.695 người, mật độ dân số đạt 1.090 người/km².

## Hành chính
Xã Tân Thuận Tây được chia làm 4 ấp: Tân Chủ, Tân Dân, Tân Hậu, Tân Hùng.

## Lịch sử
Trước đây, xã Tân Thuận Tây thuộc huyện Cao Lãnh.
Ngày 16 tháng 2 năm 1987, Hội đồng Bộ trưởng ban hành Quyết định 36-HĐBT về việc tách xã Tân Thuận Tây của huyện Cao Lãnh sáp nhập vào thị xã Cao Lãnh quản lý.
Ngày 16 tháng 1 năm 2007, Chính phủ ban hành Nghị định 10/2007/NĐ-CP về việc thành lập thành phố Cao Lãnh thuộc tỉnh Đồng Tháp. Xã Tân Thuận Tây trực thuộc thành phố Cao Lãnh.

## Kinh tế
Hiện nay, xã đang được thí điểm xây dựng làng mới theo mô hình Hàn Quốc, chính thức gọi là "Cộng đồng cư dân quản lý xây dựng nông thôn mới".